# Frank Boeckx
 (octobre 2017).
Si vous disposez d'ouvrages ou d'articles de référence ou si vous connaissez des sites web de qualité traitant du thème abordé ici, merci de compléter l'article en donnant les références utiles à sa vérifiabilité et en les liant à la section « Notes et références ».
Frank Boeckx, né le 27 septembre 1986 à Aarschot, est un footballeur belge qui a évolué au poste de gardien de but au Royal Sporting Club Anderlecht. Il est actuellement entraîneur des gardiens pour l'équipe principale du Royal Sporting Club Anderlecht sous les ordres de Robin Veldman. 
Il a également été international espoirs en 2007.

## Biographie
Il a été formé au KVO Aarschot de 1990 à 1997, puis au K Lierse SK de 1994 à 2002 avant de rejoindre le K Saint-Trond VV en 2003 où il est intégré au noyau de l'équipe première. Il est transféré le 1er juillet 2008 à La Gantoise, où il est le plus souvent réserviste. Après six saisons, il est laissé libre par le club et s'engage au Royal Antwerp Football Club le 2 septembre 2014, en deuxième division belge.
Il est international belge espoir et participe au championnat d'Europe Espoirs 2007 aux Pays-Bas en tant que gardien réserviste. 

### RSC Anderlecht
Le 31 août 2015 il est transféré à RSC Anderlecht où il occupe le poste de troisième gardien. Lors de la saison 2016-2017 et après le transfert de Proto vers Ostende, il devient second gardien derrière Davy Roef. Le 24 novembre 2016, il prend la place de Davy Roef lors d'un match de Ligue Europa et conserve sa place. Il va devenir premier gardien à Anderlecht et va pousser Davy Roef à être prêté au Deportivo la Corogne. Des superbes arrêts vont permettre aux mauves d'être champion de Belgique pour la 34e fois de son histoire. Il va réaliser des clean-sheet contre le Standard de Liège, Club Bruges KV, KRC Genk, Zulte Waregem,  Sporting Charleroi.... Une opération en fin juin 2017 va le faire louper le début de la saison suivante mais dès son retour, il va repasser premier gardien devant Matz Sels et va même obliger le club à faire prêter Davy Roef à Waasland-Beveren et le transfert de l'espoir Mile Svilar à Benfica Lisbonne.

## Palmarès
- RSC Anderlecht
  - Championnat de Belgique
    - Champion : 2017

## Statistiques
| Saison         | Équipe           | Pays               | Compétition        | Compétition | Compétition | Coupe de la Belgique | Coupe de la Belgique | International | International | Total | Total |
| Saison         | Équipe           | Pays               | Compétition        | Mtc.        | Bts.        | Mtc.                 | Bts.                 | Mtc.          | Bts.          | Mtc.  | Bts.  |
| -------------- | ---------------- | ------------------ | ------------------ | ----------- | ----------- | -------------------- | -------------------- | ------------- | ------------- | ----- | ----- |
| 2003/04        | K Saint-Trond VV |                    | Jupiler Pro League | 12          | 0           | 0                    | 0                    | 0             | 0             | 12    | 0     |
| 2004/05        | K Saint-Trond VV | 0                  | Jupiler Pro League | 0           | 0           | 0                    | 0                    | 0             | 0             | 0     |       |
| 2005/06        | K Saint-Trond VV | 8                  | Jupiler Pro League | 0           | 0           | 0                    | 0                    | 0             | 8             | 0     |       |
| 2006/07        | K Saint-Trond VV | 13                 | Jupiler Pro League | 0           | 0           | 0                    | 0                    | 0             | 13            | 0     |       |
| 2007/08        | K Saint-Trond VV | 10                 | Jupiler Pro League | 0           | 0           | 0                    | 0                    | 0             | 10            | 0     |       |
| 2008/09        | KAA La Gantoise  | 2                  | Jupiler Pro League | 0           | 0           | 0                    | 0                    | 0             | 2             | 0     |       |
| 2009/10        | KAA La Gantoise  | 2                  | Jupiler Pro League | 0           | 0           | 0                    | 0                    | 0             | 2             | 0     |       |
| 2010/11        | KAA La Gantoise  | 5                  | Jupiler Pro League | 0           | 5           | 0                    | 0                    | 0             | 10            | 0     |       |
| 2011/12        | KAA La Gantoise  | 14                 | Jupiler Pro League | 0           | 4           | 0                    | 0                    | 0             | 18            | 0     |       |
| 2012/13        | KAA La Gantoise  | 17                 | Jupiler Pro League | 0           | 2           | 0                    | 1                    | 0             | 21            | 0     |       |
| 2013/14        | KAA La Gantoise  | 4                  | Jupiler Pro League | 0           | 0           | 0                    | 0                    | 0             | 4             | 0     |       |
| 2014/15        | Royal Antwerp FC |                    | Proximus League    | 29          | 0           | 1                    | 0                    | 0             | 0             | 30    | 0     |
| 2015/16        | RSC Anderlecht   | Jupiler Pro League | 0                  | 0           | 0           | 0                    | 0                    | 0             | 0             | 0     |       |
| 2016/17        | RSC Anderlecht   | Jupiler Pro League | 5                  | 0           | 1           | 0                    | 1                    | 0             | 7             | 0     |       |
| Total Carrière | Total Carrière   | Total Carrière     | Total Carrière     | 127         | 0           | 13                   | 0                    | 2             | 0             | 142   | 0     |